# Рокетниця (гміна, Познанський повіт)
Гміна Рокетниця (пол. Gmina Rokietnica) — сільська гміна у північно-західній Польщі. Належить до Познанського повіту Великопольського воєводства.
Станом на 31 грудня 2011 у гміні проживало 13294 особи.

## Територія
Згідно з даними за 2007 рік площа гміни становила 79.31 км², у тому числі:
- орні землі: 83.00%
- ліси: 8.00%

Таким чином, площа гміни становить 4.18% площі повіту.

## Населення
Станом на 31 грудня 2011:
| Опис     | Загалом | Загалом | Чоловіки | Чоловіки | Жінки | Жінки |
| -------- | ------- | ------- | -------- | -------- | ----- | ----- |
| одиниця  | осіб    | %       | осіб     | %        | осіб  | %     |
| все      | 13294   | 100     | 6484     | 48.77    | 6810  | 51.23 |
| міське   | 0       | 100     | 0        |          | 0     |       |
| сільське | 13294   | 100     | 6484     | 48.77    | 6810  | 51.23 |

## Сусідні гміни
Гміна Рокетниця межує з такими гмінами: Казьмеж, Оборники, Сухий Ляс, Тарново-Подґурне, Шамотули.